# Sint-Margriete-Houtem
Sint-Margriete-Houtem, ook geschreven Sint-Margriet Houtem, is een dorp in de Belgische provincie Vlaams-Brabant en een deelgemeente van de stad Tienen. Sint-Margriete-Houtem was een zelfstandige gemeente tot aan de gemeentelijke herindeling van 1977.

## Situering
Voor de fusie grensde Sint-Margriete-Houtem aan het veld Rode over een kleine afstand aan Neerlinter. Bovendien kwam Bunsbeek niet alleen aan de noordkant tot tegen Houtem. Een aantal percelen in het gehucht Stok "omarmden" de gemeente in het noordoosten. Aldus bestond Houtem uit een gewone kern en een langgerekt gebied dat zich tot tegen Neerlinter uitstrekte. Deze ingewikkelde situatie werd sterk vereenvoudigd, doordat enkele percelen werden toegevoegd aan Kortenaken.

## Etymologie
De oudste vormen van Houtem luiden: 1108 Holtheim, 1132 Holthem, enz. De naam Houtem staat niet alleen. We kennen ook Houtem bij Hoegaarden (nu Sint-Katarina-Houtem) en Houtem bij Landen (nu Walshoutem). Houtem komt uit het Oudnederlands holt + hem, dat zelf teruggaat op Germaans hulta "hoogstammig bos" + haima "heem, woning". Dus: woning bij het bos. Om Houtem bij Tienen te onderscheiden van andere Houtems werd de heiligennaam Sint-Margriet toegevoegd, vb. al in 1321 in het Latijn: in houtheem sancte margarete.

## Geschiedenis

### Ontstaan

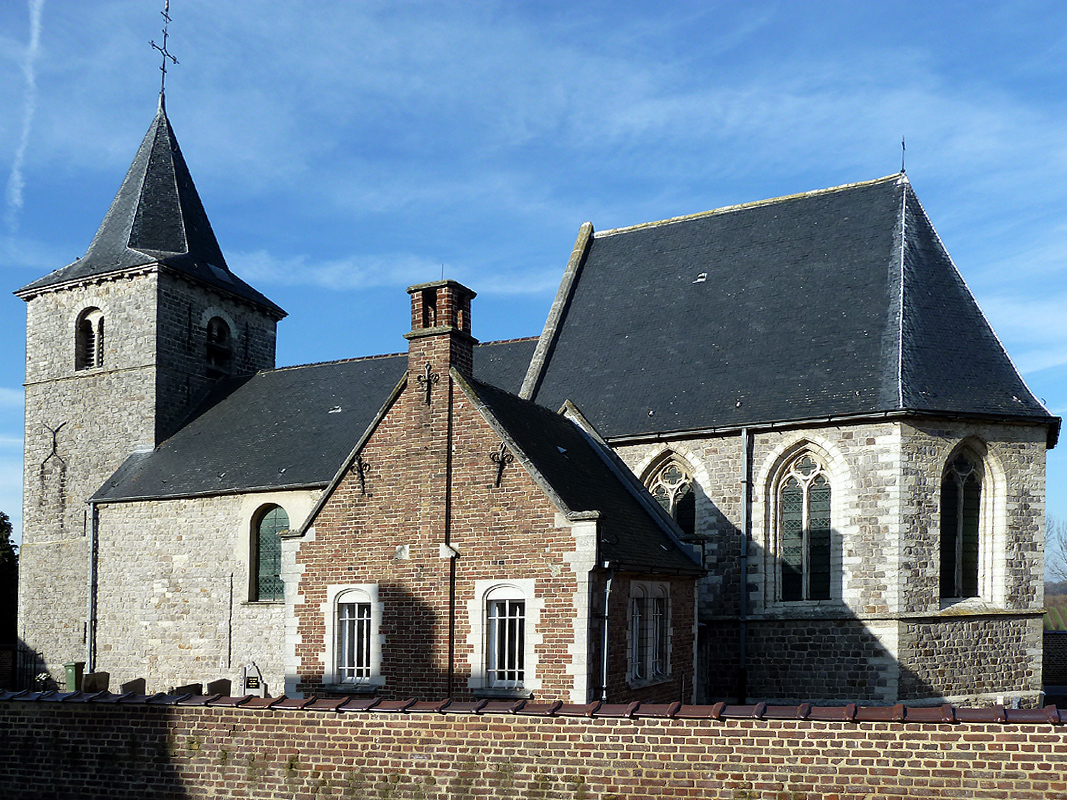
Kerk van Sint-Margriet

De oudste kern van Houtem is het (niet meer bekende) gehucht IJzeren, een nederzettingsnaam die teruggaat op de voor-Germaanse waternaam Isara. De IJzer is de bovenloop van de huidige Genovevabeek.
Sint-Margriete-Houtem is gegroeid rond een ridderhoeve waarbij later ook de huidige kerk werd gebouwd. Binnen de Vrijheid van Tienen begin negende eeuw werd aan de rand van het bos waar de IJzer ontsprong, een hoeve gebouwd die de naam kreeg huis aan het bos of Houtheem. De bewoners werden naar dat huis genoemd: de Houtems of Holthem. Ze waren geen burgers van de stad Tienen maar vormden het eygen, een apart gehucht. De eerste bewoner van wie de naam gekend is was Gosselin. In 1258 werd het huis bewoond door een van Gosselins zonen, ridder Arnold en zijn vrouw Juliana van Huldenberg. Rond de ridderhoeve waren ondertussen ook lijfeigenen gehuisvest zodat mee voor hen een kapel werd gebouwd. In het begin van de dertiende eeuw werd deze hofkapel vergroot en van een vierkante, romaanse toren voorzien. In de veertiende eeuw werd het gotische koor gebouwd.

### Baronie
Van een onbeduidend gehucht vóór 1487 werd Sint-Margriete-Houtem vanaf dat jaar de aanzienlijkste heerlijkheid van Brabant en bleef dat tot in 1560. De ridders van Houtem waren invloedrijk geworden. In het charterboek van de Tiense Sint-Germanuskerk , met zijn stukken van 1214 tot 1427, vindt men onafgebroken leden van de familie van Houtem onder de schepenen van Tienen. Voor zijn diensten bewezen aan de stad en aan het hertogdom Brabant werd ridder Jan van Hauthem, kanselier van Brabant, op 31 december 1486, in aanwezigheid van o.a. de bisschop van Kamerijk en de graaf van Nassau, tot heer van Hauthem verheven door keizer Maximiliaan I. De keizer en zijn zoon, aartshertog Filips, beschreven in een begeleidende brief de grenzen van de nieuwe heerlijkheid: behalve Houtem hoorden er ook Pepinusvaart, Stok, IJzeren, Boeslinter en een deel van Bunsbeek bij. De toegekende rechten aan ridder Jan van Hauthem waren bijzonder groot. Hij werd de enige grondeigenaar van Houtem en in oktober 1488 bovendien verheven tot baron van Sint-Margareten-Hauthem. De rechten en de adellijke titel werden erfelijk verklaard. Sint-Margriete-Houtem werd zo de eerste baronie van Brabant, de meest illustere heerlijkheid van het hertogdom. De inwoners van Houtem werden vrijgesteld van alle ‘tributen, gabellen, tollen of andere exactiën’: zij moesten geen belastingen betalen. Dankzij de bescherming van baron Jan van Hauthem ontsnapten de Houtem en Bunsbeek met Sint-Mertens-Vissenaken in 1489 aan de Oostenrijkse strafexpeditie van Albrecht van Saksen, die Tienen en alle omliggende gemeenten plunderde en verwoestte. In 1560, bij gebrek aan erven, verviel de baronie Houtem tot een gewone heerlijkheid en verdwenen de voorrechten die aan de baronie verbonden waren.

### Vernielingen, plunderingen
In 1576, tijdens de Slag bij Vissenaken, werden Houtem en Bunsbeek verpletterd. Alle inwoners van Houtem werden uit hun woningen verdreven en het dorp bleef leeg tot in 1587 toen de eerste inwoners begonnen terug te komen. De herbevolking ging zeer langzaam: waar in 1526 Houtem en Stok samen 44 woningen telden waren er in 1599 nog altijd maar 12.
In 1635 werd het dorp opnieuw door vreemde soldaten overvallen. De kerk werd door Noordelijke troepen geplunderd, het kostbare tabernakel aan stukken geslagen. Dit sacramentshuis in de vorm van een torentje was een kostbaar kunstwerk nog geschonken door Jan van Hauthem, kanselier van Brabant en eerste baron.
In 1746 legerden Franse troepen in Houtem. Ze veroorzaakten grote schade. Een stuk in het gemeentearchief van Bunsbeek vermeldt het aantal varkens, koeien en paarden die werden aangeslagen, de hoeveelheid brandhout, de 465 bomen die werden gekapt en het aantal bunders akkerland dat werd vernietigd.

### Aparte gemeente
In 1796, bij de opheffing van de heerlijkheden, werd Houtem (met het gehucht Stok) gescheiden van Bunsbeek en dus een aparte gemeente.
In 1866 werden er 108 huizen geteld voor 458 inwoners (vergelijk met de 12 huizen van 1599).

### 1914 Slag van Sint-Margriete-Houtem
Op 18 augustus 1914 werd de Slag van Houtem uitgevochten. Houtem lag op de Belgische verdedigingslinie van de Gete en het Belgisch leger trachtte er de opmars van de Duitsers vergeefs te stuiten. Op het Houtemse slagveld vielen 86 Belgische soldaten, enkele Fransen en een dertigtal Duitsers. Hier sneuvelde artilleriecommandant Alphonse-Alexandre de Hollain (1873-1914) naar wie de kazerne de Hollain in Gent is genoemd. 173 gesneuvelden werden op het militaire kerkhof van Houtem begraven.

### Fusie met Tienen
In 1977, bij de fusies van gemeenten, werd Sint-Margriete-Houtem een deelgemeente van Tienen.

## Bezienswaardigheden
- De Sint-Margaretakerk

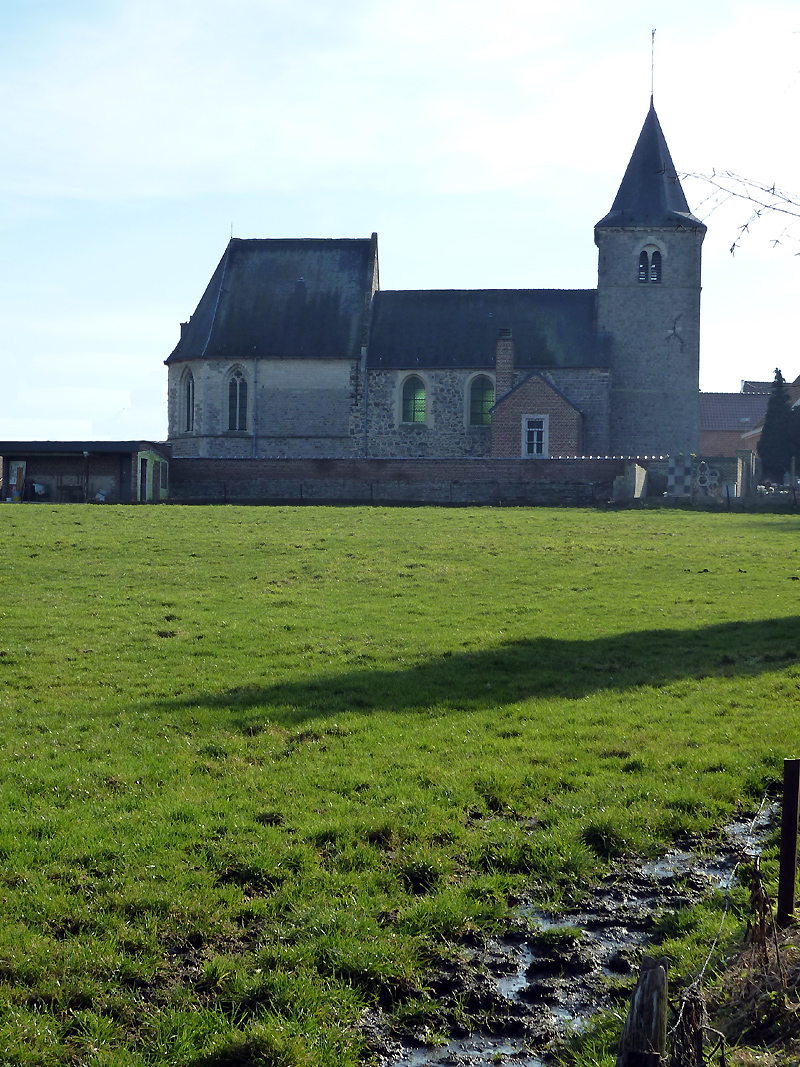
Kerk van Sint-Margriet: noord
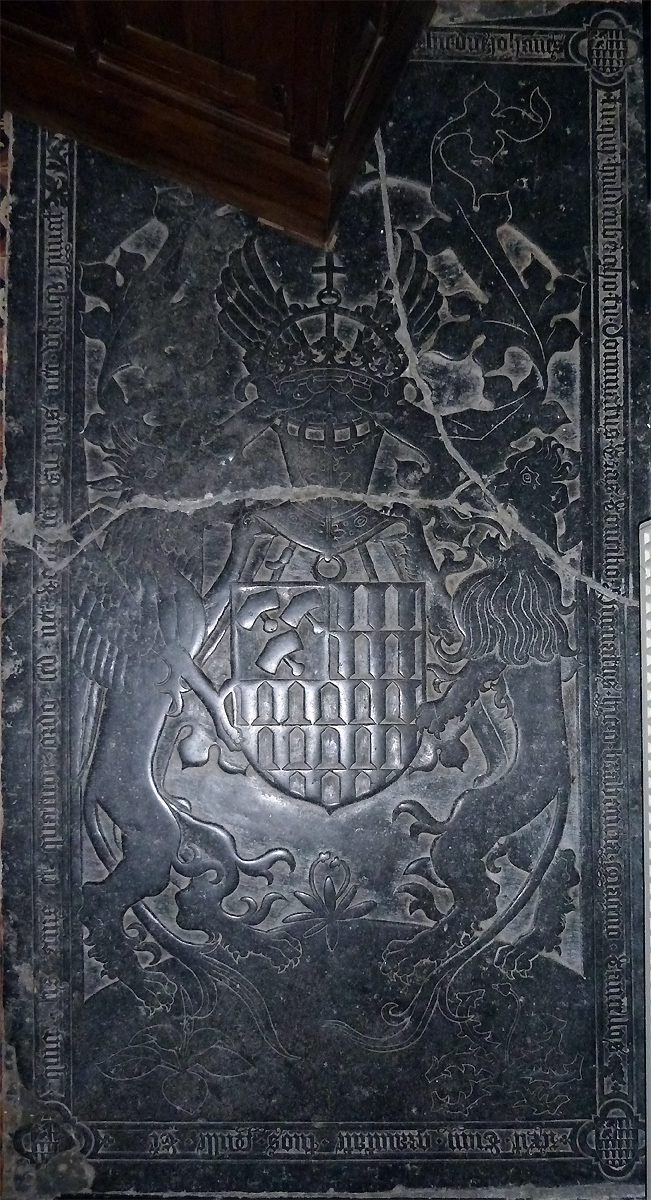
Grafsteen van Jan van Houtem in de kerk
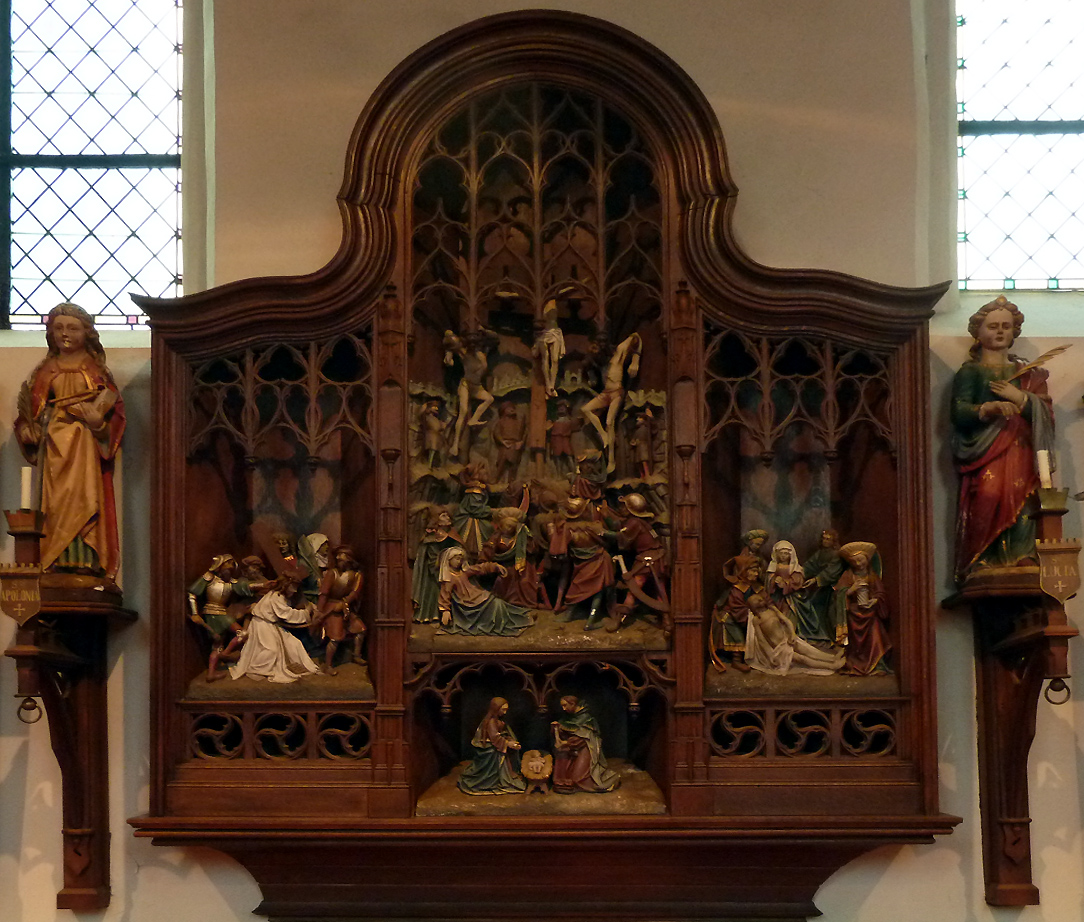
Retabel in de kerk van Sint-Margriete-Houtem

## Natuur en landschap
Sint-Margriete-Houtem ligt in de Haspengouw op een hoogte van 42-77 meter. Ten noorden van de kom loopt de Genovevabeek.

## Demografische ontwikkeling
- Bronnen:NIS, Opm:1831 tot en met 1970=volkstellingen; 1976 = inwoneraantal op 31 december

## Sport
Voetbalclub VV Houtem is aangesloten bij de KBVB en actief in de provinciale reeksen.

## Nabijgelegen kernen
Oplinter, Bunsbeek, Tienen